# Company of Heroes: Kompania braci
Company of Heroes: Kompania braci (Company of Heroes, wymowa /ˈkʌmp(ə)ni ɒv ˈhɪərəʊ:z/) – komputerowa gra strategiczna osadzona w realiach II wojny światowej, wyprodukowana przez kanadyjskie studio Relic Entertainment z Joshuą Mosqueirą jako głównym projektantem i Drew Dunlopem pełniącym funkcję głównego programisty. Została wydana na świecie we wrześniu 2006 roku przez THQ.
Akcja Company of Heroes toczy się podczas operacji Overlord, pomiędzy czerwcem a sierpniem 1944 roku. Kampania jednoosobowa umożliwia graczowi przejęcie kontroli nad dwiema amerykańskimi kompaniami uczestniczącymi w działaniach wojennych przeciwko stacjonującym we Francji siłom Wehrmachtu. Oś fabularną gry stanowią relacje między dowódcą jednej z kompanii, kapitanem Samem MacKayem, a jego podwładnym sierżantem Joem Conti, a sama rozgrywka obejmuje wydarzenia od lądowania na plaży „Omaha” po bitwę pod Falaise.
Company of Heroes jest strategiczną grą czasu rzeczywistego opartą na akumulacji zasobów poprzez utrzymywanie linii zaopatrzenia. Dostarczone do sztabu zasoby stanowią środek płatniczy służący do rozbudowy bazy, szkolenia jednostek i posyłania ich do walki. Mechanikę gry uzupełnia możliwość wykorzystania terenu w charakterze osłon, zdobywanie doświadczenia przez żołnierzy podczas walki oraz zastosowanie systemu doktryn wojennych. Ten ostatni umożliwia specjalizację kierowanej kompanii pod względem sposobu prowadzenia zmagań wojennych. W grze wieloosobowej gracz może przejąć kontrolę zarówno nad kompanią US Army, jak i Wehrmachtu, których kierowanie wymusza zastosowanie odmiennych stylów gry.
Company of Heroes została entuzjastycznie przyjęta przez krytyków związanych z grami komputerowymi. Pochwały dotyczyły głównie oprawy audiowizualnej oraz grywalności, a niektórzy krytycy wskazywali również jako zaletę niespotykany w strategicznych grach o II wojnie światowej dynamizm starć oraz ukazanie brutalności wojny. Amerykańska Akademia Sztuk i Nauk Interaktywnych przyznała jej tytuł strategicznej gry komputerowej roku. To i podobne wyróżnienia zaowocowały stworzeniem dwóch samodzielnych dodatków do gry: Kompania braci: Na linii frontu (2007) oraz Kompania braci: Chwała bohaterom (2008). W 2013 roku ukazała się jej kontynuacja pod tytułem Company of Heroes 2 (2013), tym razem skoncentrowana na starciach wojennych na froncie wschodnim.

## Fabuła
Akcja kampanii jednoosobowej Company of Heroes: Kompanii braci toczy się podczas II wojny światowej i przedstawia działania wojsk amerykańskich podczas operacji Overlord pomiędzy czerwcem a sierpniem 1944 roku. Gracz podczas rozgrywki obejmuje kontrolę nad dwiema kompaniami: „Able” należącą do 29 Dywizji Piechoty oraz „Fox” z 506. Pułku Spadochronowego 101 Dywizji Powietrznodesantowej. W większości misji graczowi jest dane kierować tą pierwszą i to na niej koncentruje się fabuła Company of Heroes.

### Streszczenie

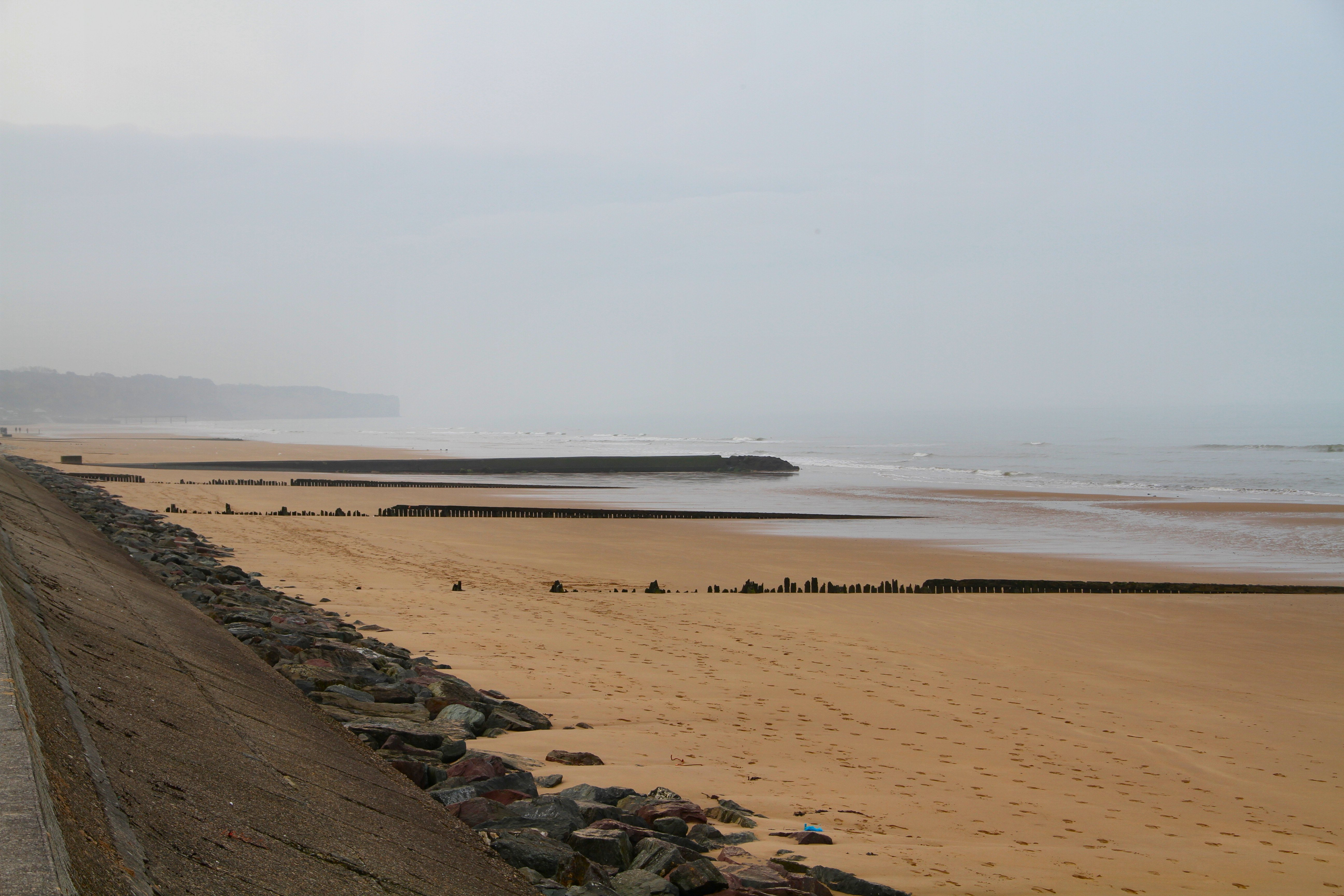
Plaża „Omaha”, sektor Dog Red. W tym miejscu rozpoczyna się akcja Company of Heroes

6 czerwca 1944 roku, w trakcie lądowania w Normandii, kapitan Sam MacKay, jego podwładny sierżant Joe Conti oraz pozostali żołnierze z kompanii „Able” wykonują desant na plaży „Omaha”. Ich poprzednicy z kompanii „Dog” zostali przedtem zdziesiątkowani przez gniazda karabinów maszynowych i bombardowanie ze strony armat 88 mm. Kompanii „Able” udaje się pomimo ostrzału dotrzeć do wałów przeciwpowodziowych, zdetonować bunkier z ostrzeliwującą ich załogą i zniszczyć armaty.
Nocą przed owym lądowaniem, podczas chaotycznego desantu spadochronowego w okolicach wioski Vierville, żołnierze kompanii „Fox” przegrupowują się i blokują linię zaopatrzeniową Niemców próbujących dostarczyć wsparcie obrońcom plaż „Omaha” i „Utah”. Po zniszczeniu konwoju z zaopatrzeniem kierują się w stronę miejscowości Carentan, aby zabezpieczyć połączenie między plażami. Pomimo twardego oporu niemieccy żołnierze zostają zmuszeni do odwrotu, a jeden z amerykańskich spadochroniarzu w amoku masakruje ciała kilkunastu niedoszłych uciekinierów. Kompania „Fox” przygotowuje obronę miasta, a kontratak sił niemieckich zostaje powstrzymany dzięki odsieczy kompanii „Able”.
Oba oddziały amerykańskie kierują się w stronę miasteczka Cherbourg w celu zabezpieczenia portu. Niedaleko Montebourga odpierają natarcie Dywizji Panzer Lehr, strzegąc przejazd konwoju Red Ball Express. Celebrujących sukces MacKaya i Contiego przez lornetkę zauważa kierujący natarciem kapitan Joseph Günter Schultz, który szuka okazji do zemsty. Tymczasem kompania „Able” otrzymuje rozkaz opanowania centralnej części Cherbourga. Zlikwidowawszy nadbrzeżne działa, żołnierzom amerykańskim dzięki bombardowaniu ze strony okrętu USS „Texas” udaje się zmusić obrońców niemieckich do kapitulacji. Miasto ze względu na zniszczenia nie nadaje się jako port, jednak przechwycone zostają dokumenty dotyczące położenia tajnej bazy rakiet V2 pod miejscowością Sottevast. Działania sił spadochronowych prowadzą do inwazji na bazę i zniszczenia rakiet.
Kompania „Able” otrzymuje potem rozkaz uderzenia na miasto Saint-Lô od strony północnej. Przedtem przedziera się przez miejscowość Saint-Fromond, odbudowawszy zdetonowany przez Niemców most i odpierając kontratak. Następnie siły amerykańskie atakują silnie ufortyfikowane Wzgórze 192 niedaleko Saint-Lô. Pomimo nieprzyjaznego terenu składającego się z roślinności bocage wzgórze zostaje zdobyte, a droga do miasta – otwarta. Ciężkie starcia miejskie kończą się otoczeniem placu głównego, lecz Dywizja Panzer Lehr wydostaje się z oblężenia. Resztki niemieckiej dywizji zostają rozbite pod miasteczkiem Hébécrevon, lecz ocalały Schultz siedzący w czołgu Tygrys z ukrycia namierza MacKaya i strzela weń pociskiem z działa. Kapitan ginie, a Conti zmuszony jest przejąć dowodzenie nad kompanią.
Conti wraz ze swoim oddziałem zostaje oddelegowany do miasta Mortain, które nieoczekiwanie staje się celem kontrataku ze strony sił niemieckich w ramach szerszej operacji Lüttich. Zaatakowani nocą żołnierze amerykańscy bronią się aż do porannej odsieczy sił pancernych kompanii „Dog”. Niemcy zostają zmuszeni do ucieczki, poniósłszy ciężkie straty. 7 Armia niemiecka próbuje wycofać się z Normandii, jednak Amerykanie starają się do tego nie dopuścić. Kompania „Able” próbuje zamknąć jedną z dróg ucieczki w wiosce Autry. Biorąc odwet za rozbicie innego oddziału amerykańskiego, żołnierze pod dowództwem Contiego likwidują grupę pancerną Schultza, ten ostatni zaś ginie we wnętrzu swojego czołgu. Na wieść o śmierci zabójcy MacKaya Conti reaguje z irytacją.
Swój szlak wojenny kompania „Able” kończy pod Chambois, wraz z siłami polskimi i kanadyjskimi, zabezpieczając mosty, przez które próbuje uciec 7 Armia niemiecka. Wykrwawiona i pozbawiona dróg ucieczki 7 Armia zmuszona jest do poddania się, a żołnierze alianccy świętują zwycięstwo.

## Rozgrywka
Company of Heroes jest strategiczną grą czasu rzeczywistego, która spośród elementów mechaniki typowych dla gatunku wykorzystuje akumulację zasobów, rozwój bazy i działania wojenne, aczkolwiek nacisk położony jest w niej przede wszystkim na walkę. Gracz rozpoczyna każdą rozgrywkę na podzielonej na sektory trójwymiarowej mapie, w której niewidoczne dla jego jednostek obszary otoczone są mgłą wojny. Na mapie oprócz jednostek i innych obiektów rozmieszczone są punkty strategiczne, których opanowanie daje dostęp do trzech różnych typów zasobów: amunicji, paliwa i zasobów ludzkich. Służą one do rozbudowy bazy, szkolenia jednostek i zaopatrywania ich w bardziej skuteczną broń. Zasoby są dostarczane automatycznie do bazy gracza, jednakże ich transfer wymaga połączenia linią zaopatrzeniową terytorium odpowiedzialnego za dany punkt strategiczny z obszarem, który gracz otrzymuje na początku gry.
Produkcja jednostek niezbędnych do zajmowania kolejnych punktów strategicznych odbywa się w budynkach, które zostały przez gracza wzniesione lub zajęte. Wyszkolone jednostki występują w postaci drużyn piechoty bądź pojazdów opancerzonych o jednolitym pasku zdrowia, ukazującym ich ogólny stan. Większość rodzajów broni używana przez oddziały gracza posiada amunicję nielimitowaną, jednakże skorzystanie z broni jednorazowego użytku – na przykład granatów – wymaga wydania nagromadzonych punktów amunicji. Specyficzne zasady cechują również poszczególne typy jednostek. Piechota może przejmować lekkie uzbrojenie i korzystać z osłon terenowych. Na te ostatnie składają się budynki, mury, płoty i inne obiekty o zróżnicowanej podatności na zniszczenia, które zwiększają szanse przetrwania podczas wymiany ognia. Piechota jest natomiast bardziej wrażliwa od załóg pojazdów na ostrzał ze strony wroga, w wyniku czego jej mobilność może spaść, aż w końcu oddziały piechoty będą niezdatne do bojowego użycia ze względu na sparaliżowanie ostrzałem – wówczas mają możliwość szybkiego odwrotu do sztabu. Większość pojazdów, choć bardziej mobilna i wytrzymalsza od piechoty, nie może natomiast zajmować punktów strategicznych. Pojazdy pancerne mają ponadto zróżnicowaną grubość pancerza z każdej strony, co zachęca gracza do oskrzydlania wozów wroga i trafiania w ich czułe punkty.
Za likwidację wrogich jednostek oraz niszczenie infrastruktury należącej do przeciwnika gracz otrzymuje punkty doświadczenia, które może przeznaczyć na odblokowywanie modyfikatorów oraz dodatkowych opcji w ramach tak zwanych doktryn dowodzenia. Każda strona konfliktu (US Army oraz Wehrmacht) ma do dyspozycji trzy różne doktryny (w postaci drzewek rozdzielonych na dwie gałęzie), z których można wybrać tylko jedną. Gracz kierujący stroną amerykańską może skoncentrować się na piechocie i zwiększyć jej możliwości defensywne, obrać ścieżkę rozwoju związaną ze wsparciem lotniczym i możliwością zrzutów spadochroniarskich albo postawić na rozwój sił pancernych. Natomiast odtwórca roli niemieckiego dowódcy ma bardziej zróżnicowany wybór: może wzmocnić obronę zajętych pozycji przez budowę ciężkiej artylerii, obrać jako priorytet doktrynę blitzkriegu z wykorzystaniem ciężkich czołgów lub rozwinąć doktrynę terroru opartą na fanatyzmie żołnierzy i wykorzystaniu rakiet V1. Obie armie oprócz doktryn dowodzenia różni także sposób rozwoju kompanii. Amerykańską stronę konfliktu cechuje większa mobilność, podczas gdy niemieckie siły zbrojne dysponują cięższym uzbrojeniem; w odróżnieniu od jednostek US Army, które stają się coraz skuteczniejsze w walce w miarę obrażeń zadawanych przeciwnikom, niemieccy żołnierze zdobywają wyższy stopień wyszkolenia arbitralnie, w wyniku zakupu ulepszenia.
Company of Heroes: Kompania braci oferuje dwa tryby rozgrywki. Kampania jednoosobowa liczy piętnaście misji, które przygotowują graczy do rozgrywki z udziałem innych graczy. Celem misji jest przeważnie zniszczenie sił wroga, ale część stawianych przed graczem zadań obejmuje ochronę konwojów oraz przygotowywanie swych oddziałów do odparcia kontrataku. Za wykonanie opcjonalnych zadań polegających na likwidacji mniej ważnych celów gracz otrzymuje medale. Natomiast tryb wieloosobowy polega na rozgrywce w sieci lokalnej bądź internecie z udziałem maksymalnie ośmiu osób, które walczą po stronie US Army bądź Wehrmachtu. Istnieją dwa warianty rozgrywki wieloosobowej. Pierwszy polega na tym, że każda ze stron otrzymuje ustaloną dla całej drużyny liczbę punktów zwycięstwa, których liczba topnieje wraz z utratą kontroli nad rozmieszczonymi na mapie sektorami zwycięstwa; przegrana drużyny następuje w wyniku utraty wszystkich punktów bądź baz. Drugi wariant rozgrywki przewiduje wyłącznie zniszczenie baz przeciwnika jako warunek zwycięstwa.

## Produkcja

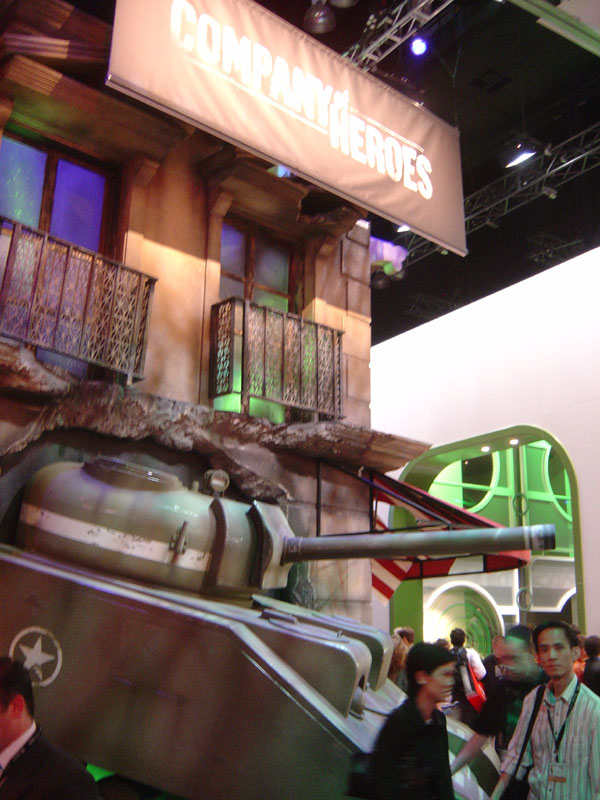
Stoisko promujące Company of Heroes na targach Electronic Entertainment Expo w 2005 roku

Company of Heroes: Kompania Braci została wyprodukowana przez kanadyjskie studio Relic Entertainment. Jej głównym projektantem był Joshua Mosqueira, który objął podobną funkcję w przypadku innej gry studia pod nazwą Homeworld 2 (2003) i odznaczył się jako autor scenariusza do gry Warhammer 40,000: Dawn of War (2004). Company of Heroes miała mechaniką przypominać tę ostatnią. W ogólnym rozumieniu Company of Heroes, jak od początku planował Mosqueira, miała odejść od częstej w przypadku strategicznych gier czasu rzeczywistego praktyki mikrozarządzania. Zamiast niej projektant gry zaproponował pojęcie „strategii środowiskowej” (environmental strategy), w której ramach każdy element terenu może być wykorzystany do osiągnięcia przewagi strategicznej podczas walki. Uznał bowiem, że gracze podczas używania podobnych gier mają przed sobą obrazy filmów takich, jak Gwiezdne wojny, Braveheart i Gladiator; w związku z tym studio nastawiło projekt gry na wzbudzenie intensywnych przeżyć. Zrealizowaniu tych zamiarów miało służyć umiejscowienie akcji Company of Heroes w realiach II wojny światowej, które były wprawdzie eksploatowane przez wiele gier należących do gatunku, lecz zdaniem Mosqueiry nie uchwyciły doznań charakterystycznych dla kina.
Celem Mosqueiry było stworzenie gry, w której można by kierować żołnierzami zachowującymi się jak w rzeczywistości, nie zaś jak bezmyślne jednostki z typowych przedstawicieli gatunku. Przykładem może być sytuacja, w której piechurzy w obliczu ostrzału ze strony przeciwnika wskakują do kraterów powstałych po bombardowaniach, żeby uniknąć śmierci. Projektant Company of Heroes zaznaczał, że dążył do stworzenia sytuacji, w której gracze nawiązaliby więź emocjonalną z kierowanymi przez siebie żołnierzami i nie wystawiali ich na pewną śmierć. Temu celowi służyło wprowadzenie mechanizmu zdobywania doświadczenia bojowego. Ponadto każdej postaci w grze przypisano setki linii dialogowych, dzięki czemu kwestie wypowiadane przez nich podczas walki rzadko się powtarzają.
Cele, do których dążyło studio przy tworzeniu Company of Heroes, Mosqueira określił za pomocą aforyzmu: „prawdziwi żołnierze, prawdziwe pola bitwy, prawdziwa wojna”. Relic podczas produkcji zatrudnił nawet historyka specjalizującego się w II wojnie światowej, żeby zweryfikowana została autentyczność gry. Mimo to Company of Heroes była stylizowana w dużym stopniu na film z udziałem żywego gracza, przypominający narracją utytułowane produkcje hollywoodzkie w rodzaju Szeregowca Ryana i Kompanii braci. Kinowość dzieła studia Relic została wyrażona poprzez przerywniki filmowe, a wrażeniu grania bardziej w grę akcji aniżeli w grę strategiczną miało służyć zastosowanie silnika graficznego Essence Engine, obsługującego dynamiczne oświetlenie, shadery i mapowanie normalnych. Umożliwia on wyświetlanie grafiki trójwymiarowej o szczegółowych teksturach i modelach postaci, a kamera dająca spojrzenie na pole bitwy może być dowolnie przybliżana i przesuwana. Odwzorowaniu zniszczeń służy silnik fizyczny Havok, a sama gra została przystosowana do obsługi biblioteki DirectX 10.

### Ścieżka dźwiękowa
Muzyka do Company of Heroes została skomponowana przez Jeremy’ego Soule’a. 21 stycznia 2010 roku wydawnictwo THQ, odpowiedzialne za dystrybucję gry, udostępniło ścieżkę dźwiękową do pobrania w serwisie Steam. Składa się ona z dwóch albumów pod tytułami Company of Heroes – All Heroes Rise i Company of Heroes – Songs From the Front, które zawierają również utwory skomponowane przez Iana Livingstone’a i Inona Zura. Dla Soule’a, który znany był z kompozycji audialnych do gier fabularnych fantasy takich jak seria The Elder Scrolls, Guild Wars i Icewind Dale, udział w tworzeniu ścieżki dźwiękowej do gry opartej na realiach wojennych był czymś nowym. Album Company of Heroes – All Heroes Rise składa się z krótkich, nastrojowych melodii, które w przypadku Soule’a i Zura skomponowane są w podobnym stylu. Wyróżnikiem płyty jest twórczość Livingstone’a z wykorzystaniem instrumentów smyczkowych. Z kolei Company of Heroes – Songs From the Front stanowi album bardziej rozwinięty pod względem tematycznym. Jako klamrę kompozycyjną przy składaniu płyty wykorzystano utwory Soule’a „Sunrise of the Battlefield” i „Untitled”, w których wyeksponowane zostają harmonijne dźwięki rogu. Styl ten naśladowany jest w ścieżkach stworzonych przez Livingstone’a, podczas gdy utwory Zura z tego albumu opierają się na motywach czworonutowych.
| Company of Heroes – All Heroes Rise | Company of Heroes – All Heroes Rise     | Company of Heroes – All Heroes Rise | Company of Heroes – All Heroes Rise |
| Nr                                  | Tytuł utworu                            | Kompozytor                          | Długość                             |
| ----------------------------------- | --------------------------------------- | ----------------------------------- | ----------------------------------- |
| 1.                                  | „Twilight On Approach”                  | Inon Zur                            | 1:17                                |
| 2.                                  | „Surveying The Enemy”                   | Jeremy Soule                        | 1:05                                |
| 3.                                  | „Black Swarm”                           | Inon Zur                            | 2:02                                |
| 4.                                  | „Planning For Darkness”                 | Ian Livingstone                     | 2:26                                |
| 5.                                  | „Hunting The Hunter”                    | Ian Livingstone                     | 2:15                                |
| 6.                                  | „Blood In The Water”                    | Jeremy Soule                        | 0:20                                |
| 7.                                  | „Waiting For Those Who Will Not Return” | Jeremy Soule                        | 2:09                                |
| 8.                                  | „Marching For Vengeance”                | Jeremy Soule                        | 3:22                                |
| 9.                                  | „Swiftly, Silently”                     | Inon Zur                            | 2:38                                |
| 10.                                 | „The Storm Approaches”                  | Jeremy Soule                        | 2:06                                |
| 11.                                 | „Cautious Advance”                      | Jeremy Soule                        | 1:32                                |
| 12.                                 | „The Wake Of Battle”                    | Ian Livingstone                     | 1:02                                |
| 13.                                 | „Silent Call To Action”                 | Ian Livingstone                     | 1:49                                |
| 14.                                 | „Lit By The Fires Of Battle”            | Jeremy Soule                        | 1:27                                |
| 15.                                 | „Dark Desperation”                      | brak danych                         | 0:24                                |
| 16.                                 | „Peace At What Cost”                    | Inon Zur                            | 0:54                                |
| 17.                                 | „The Heavy Price Of Victory”            | Inon Zur                            | 1:01                                |
| 18.                                 | „A Moment Of Clarity”                   | Jeremy Soule                        | 1:42                                |
| 19.                                 | „For Those Who Weren’t There”           | Inon Zur                            | 0:28                                |
| 20.                                 | „Waiting For The Drop”                  | Ian Livingstone                     | 2:13                                |
| 21.                                 | „We Came In The Night”                  | Inon Zur                            | 2:04                                |
| 22.                                 | „Push The Line”                         | Jeremy Soule                        | 1:36                                |
| 23.                                 | „Flash Thunder”                         | Jeremy Soule                        | 1:33                                |
| 24.                                 | „Ashes And Blood”                       | Ian Livingstone                     | 0:37                                |
| 25.                                 | „In Memory”                             | Jeremy Soule                        | 2:21                                |
|                                     |                                         |                                     | 40:23                               |

| Company of Heroes – Songs From the Front | Company of Heroes – Songs From the Front | Company of Heroes – Songs From the Front | Company of Heroes – Songs From the Front |
| Nr                                       | Tytuł utworu                             | Kompozytor                               | Długość                                  |
| ---------------------------------------- | ---------------------------------------- | ---------------------------------------- | ---------------------------------------- |
| 1.                                       | „Sunrise On The Battlefield”             | Jeremy Soule                             | 2:20                                     |
| 2.                                       | „Tales Of The Front”                     | Ian Livingstone                          | 1:10                                     |
| 3.                                       | „The End Of B Company”                   | Ian Livingstone                          | 0:46                                     |
| 4.                                       | „Survival Most Unlikely”                 | Ian Livingstone                          | 1:59                                     |
| 5.                                       | „Courage To Stand”                       | Inon Zur                                 | 2:50                                     |
| 6.                                       | „The Month Of Valiant Effort”            | Ian Livingstone                          | 1:50                                     |
| 7.                                       | „Ruthless Tactic”                        | Jeremy Soule                             | 1:35                                     |
| 8.                                       | „At What Cost”                           | Ian Livingstone                          | 0:28                                     |
| 9.                                       | „On Guard For Liberty”                   | Ian Livingstone                          | 1:57                                     |
| 10.                                      | „Clash Of Swords”                        | Jeremy Soule                             | 1:37                                     |
| 11.                                      | „The Measure Of One’s Worth”             | Ian Livingstone                          | 1:13                                     |
| 12.                                      | „Danger On All Sides”                    | Jeremy Soule                             | 1:02                                     |
| 13.                                      | „A Selfless Action”                      | Ian Livingstone                          | 1:04                                     |
| 14.                                      | „Crossing The Rotting Battlefield”       | Jeremy Soule                             | 0:52                                     |
| 15.                                      | „All Plans In Motion”                    | Ian Livingstone                          | 1:01                                     |
| 16.                                      | „Invasion By Moonlight”                  | Jeremy Soule                             | 0:56                                     |
| 17.                                      | „Last Acts”                              | Ian Livingstone                          | 0:34                                     |
| 18.                                      | „Critical Push”                          | Ian Livingstone                          | 0:49                                     |
| 19.                                      | „Breaking Out”                           | Ian Livingstone                          | 1:26                                     |
| 20.                                      | „Counter-Attack”                         | Ian Livingstone                          | 1:57                                     |
| 21.                                      | „They’re Out There Somewhere”            | Jeremy Soule                             | 2:00                                     |
| 22.                                      | „In The Eye Of A Sniper”                 | Inon Zur                                 | 2:42                                     |
| 23.                                      | „Shattered”                              | Inon Zur                                 | 2:59                                     |
| 24.                                      | „Pushing The Lines”                      | Jeremy Soule                             | 2:57                                     |
| 25.                                      | „Desperate Measures”                     | Jeremy Soule                             | 1:28                                     |
| 26.                                      | „Skirmish In The Woods”                  | Jeremy Soule                             | 1:15                                     |
| 27.                                      | „March Of The Black Boots”               | Ian Livingstone                          | 1:58                                     |
| 28.                                      | „King And Country”                       | Ian Livingstone                          | 1:58                                     |
| 29.                                      | „Opposing Fronts”                        | Ian Livingstone                          | 1:17                                     |
| 30.                                      | „Trading Shells”                         | Jeremy Soule                             | 3:10                                     |
| 31.                                      | „Planning Of Fates”                      | Ian Livingstone                          | 0:45                                     |
| 32.                                      | „Silent Battlefield”                     | Jeremy Soule                             | 2:44                                     |
| 33.                                      | „Tiger In The Mist”                      | Jeremy Soule                             | 3:57                                     |
| 34.                                      | „A Company Of Heroes”                    | Ian Livingstone                          | 1:51                                     |
| 35.                                      | „To Those Who Rest”                      | Ian Livingstone                          | 1:15                                     |
| 36.                                      | „Untitled”                               | Jeremy Soule                             | 3:09                                     |
|                                          |                                          |                                          | 1:02:51                                  |

### Wydanie gry
Pierwsze oficjalne informacje na temat produkcji Company of Heroes: Kompania braci pojawiły się w kwietniu 2005 roku, kiedy Relic Entertainment ogłosiło swoje prace nad grą. Miesiąc później kanadyjska gra została zaprezentowana na targach Electronic Entertainment Expo w wersji demonstracyjnej. Szczegóły dotyczące Company of Heroes pojawiły się podczas kolejnej edycji targów w maju 2006 roku, kiedy to produkcja Relic Entertainment została udostępniona zwiedzającym w grywalnej wersji pokazowej.
Tłoczenie płyt z Company of Heroes rozpoczęło się 16 sierpnia 2006 roku. W Stanach Zjednoczonych przygotowano dwa wydania gry: standardowe i kolekcjonerskie. To ostatnie zawierało metalową walizkę, mapę ze szlakiem wojennym kompanii „Able”, poradnik przetrwania dla spadochroniarzy, karty do gry w quiz oraz dodatkową płytę DVD z materiałami dotyczącymi kulis produkcji gry. 11 września produkcja studia Relic ukazała się w sklepach amerykańskich, a jeszcze tego samego miesiąca trafiła do Europy.
Gra została przeniesiona przez Feral Interactive na telefony z systemem iOS i Android. Port na telefony trafił do sprzedaży 10 września 2020 roku.

## Odbiór gry
Company of Heroes odniosła zauważalny sukces komercyjny, we wrześniu 2006 roku zdobywając status gry o największej sprzedaży na komputery osobiste w Stanach Zjednoczonych. Wraz z późniejszymi rozszerzeniami sprzedała się w liczbie czterech milionów egzemplarzy (na stan z czerwca 2013 roku). Została również entuzjastycznie przyjęta przez krytyków zajmujących się grami komputerowymi. W opinii dziennikarza portalu GameSpot Grega Kasavina produkcja studia Relic wyróżnia się spośród licznych przedstawicieli strategicznych gier czasu rzeczywistego osadzonych w realiach II wojny światowej. Również Dan Adams piszący dla portalu IGN stwierdził, że Company of Heroes postawiła wysoko poprzeczkę grom strategicznym nawiązującym do tego okresu historycznego. Iain McCafferty z brytyjskiego portalu Videogamer.com uznał dzieło według projektu Mosqueiry za powiew świeżości wniesiony do tego swoistego podgatunku.
Wielkie pochwały Company of Heroes zebrała za swoją mechanikę. Krytyk z portalu Eurogamer Kieron Gillen zauważył, że produkcja studia Relic w wiarygodny i naturalistyczny sposób ukazuje rezultaty starć różnych jednostek, czym różni się od pozostałych gier strategicznych ze swego okresu. Gillen zauważył ponadto, że Company of Heroes zmusza gracza do szybkiego planowania i podejmowania decyzji. McCafferty docenił w grze fakt dania odbiorcom pełnej wolności zagrań taktycznych, zachęcający do kreatywności w stylu prowadzenia rozgrywki. Również piszący dla strony GameSpy Allen Rausch przyznał, że w kwestii grywalności gra nie zawodzi, jakkolwiek zauważył błąd w postaci nie zawsze trafnego wyszukiwania ścieżek przez postacie żołnierzy. Podkreślał zarazem, że Company of Heroes skutecznie zachęca do tego, żeby jednostki pod komendą gracza jak najdłużej pozostały przy życiu. Matt Peckham z portalu 1UP.com pozytywnie ocenił też sztuczną inteligencję komputerowych przeciwników, doceniając szybkość wykonywania ruchów przez komputer.
Z aprobatą spotkała się widowiskowa oprawa graficzna. Wielkim admiratorem strony estetycznej gry był Jacek Smoliński z pisma „CD-Action”, który chwalił zróżnicowanie wyglądu poszczególnych żołnierzy, a także silnik fizyczny umożliwiający „wręcz naturalistyczne ujęcie wojny”. Przypominał co prawda, że możliwość destrukcji terenu pojawiła się w Soldiers: Ludziach honoru i Codename: Panzers, jednak w przypadku gry studia Relic ma to wyraźne przełożenie na mechanikę gry. Greg Kasavin z portalu GameSpot również chwalił szczegółowość oprawy graficznej, zarazem zaznaczając jednak, że czas wczytywania map jest zbyt długi. Redaktor francuskiej strony Gamekult, Gaël Fouquet, przyznawał wprawdzie, że producent mógł się postarać o bardziej zróżnicowane lokacje; niemniej jednak był pod wrażeniem animacji i efektów specjalnych. Pochwały zebrało też udźwiękowienie ze względu na urozmaicone kwestie dialogowe żołnierzy oraz zastosowanie dźwięku przestrzennego.
Wrażenie robiła też na krytykach sugestywna wizja konfliktu przedstawiona w Company of Heroes. Rausch chwalił biegłość reżyserską twórców, którzy z początkowej filmowej sekwencji szturmu na plażę „Omaha” płynnie przechodzą do rzeczywistości gry, ukazując koszmar wojny z perspektywy gatunku nieprzystosowanego do jego przedstawiania. Smoliński opisywał „zachowanie śmiertelnie rannych, którzy wiją się w szybko powiększających się kałużach krwi, by wreszcie zastygnąć w bezruchu śmierci”. Ze względu na częstotliwość strat wojennych redaktor witryny Wargamer, Scott Parrino, szukał nawet innego tytułu dla gry. Zarazem zwrócił uwagę na to, że Company of Heroes stylizuje II wojnę światową zgodnie ze współczesnymi wyobrażeniami graczy, co wyraża się w ekstensywnym użyciu wulgarnego języka niespotykanego w tamtych czasach.
Amerykańska Akademia Sztuk i Nauk Interaktywnych przyznała Company of Heroes: Kompanii braci nagrodę dla strategicznej gry komputerowej roku. Portale IGN i GameSpy nagrodziły ją podobnym tytułem, przyznając równocześnie wyróżnienie dla gry komputerowej roku. Uhonorowano także tryb gry wieloosobowej i udźwiękowienie. Redaktorzy GameSpotu wyróżnili produkcję studia Relic tytułami najlepszej gry strategicznej oraz najlepszej gry przeznaczonej na komputery osobiste. Według Relic Entertainment Company of Heroes zdobyła w Stanach Zjednoczonych oraz Wielkiej Brytanii 38 nagród i wyróżnień.

## Rozszerzenia i edycje specjalne
W 2007 roku ukazało się pierwsze samodzielne rozszerzenie Company of Heroes pod nazwą Kompania braci: Na linii frontu (Company of Heroes: Opposing Fronts). Wraz z nim pojawiły się dwie nowe strony konfliktu: armia brytyjska cechująca się rozwiniętymi możliwościami konstruowania defensywy oraz niemiecka Panzer Elite stanowiąca zmechanizowane oddziały wojskowe III Rzeszy. Na linii frontu dodała również po jednej kampanii dla każdej ze stron konfliktu. Drugi samodzielny dodatek pod nazwą Kompania braci: Chwała bohaterom (Company of Heroes: Tales of Valor) miał premierę w 2009 roku. Zawarte w nim były trzy kampanie dla jednego gracza oraz nowe tryby gry wieloosobowej.

### Company of Heroes Online
W lipcu 2008 roku w Chinach ukazała się gra Company of Heroes Online, która została udostępniona tamtejszym graczom na podstawie modelu płatności free-to-play. Celem odpowiedzialnego za jej wydanie przedsiębiorstwa THQ było przeciwdziałanie nielegalnej dystrybucji jej komercyjnej wersji. Na mocy porozumienia THQ z koreańską spółką Windysoft z 9 września 2009 roku Company of Heroes Online pojawiła się także w Korei Południowej. Sieciowa wersja Company of Heroes zawierała inny zestaw doktryn dowodzenia, jak również oferowała model rozgrywki oparty na postaciach bohaterów. 2 września 2010 roku Company of Heroes Online została udostępniona jako otwarta wersja beta do użytku w Ameryce Północnej. Z gry można było korzystać do 31 marca 2011 roku, kiedy zamknięte zostały wszystkie serwery ją obsługujące.

## Adaptacja filmowa
W 2013 roku amerykański reżyser Don Michael Paul nakręcił film pod tytułem Company of Heroes: Oddział bohaterów, w którym wystąpili między innymi Tom Sizemore oraz Jürgen Prochnow. Adaptacja filmowa nie ma wiele wspólnego z fabułą gry. Akcja filmu toczy się podczas ofensywy w Ardenach, a jego narracja skupia się na działaniach oddziału amerykańskich żołnierzy próbujących powstrzymać nazistów przed wyprodukowaniem bomby atomowej. Company of Heroes: Oddział bohaterów ukazał się na płytach Blu-ray i DVD.